# 6847 Kunz-Hallstein
6847 Kunz-Hallstein là một tiểu hành tinh vành đai chính với chu kỳ quỹ đạo là 1293.0819898 ngày (3.54 năm).
Nó được phát hiện ngày 5 tháng 9 năm 1977.